# Cualbra vinosa

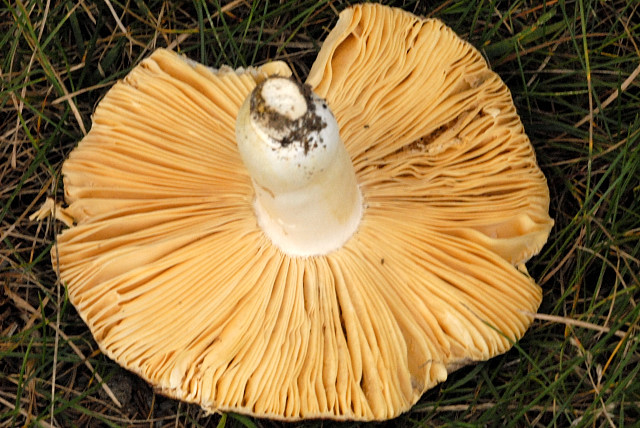
Exemplar de Commanster (Bèlgica)

La cualbra vinosa o vinosa de cranc (Russula xerampelina) és una espècie de fong de l'ordre dels russulals (Russulales), família Russulaceae. És una cualbra de barret vermell caracteritzada perquè la seva carn desprèn olor de marisc.

## Descripció
- Barret en l'adult suaument deprimit al centre.
- Superfície de colors molt vius.
- Cutícula separable només a la perifèria.
- Marge sovint solcat.
- Làmines més o menys forcades vora la cama.
- Cama de color rosa carmí viu, amb el temps tacada de groc brunenc a partir del peu.
- Carn blanca, del mateix color de la superfície sota la cutícula, que vira a brunenc a l'aire. Fa olor de gambes cuites de mala qualitat i es tenyeix de verd en contacte amb el sulfat ferrós.
- L'esporada pot ésser de color crema, groc o groc carabassa.[4][5][6][7][8]

## Hàbitat
Viu vora coníferes, de la muntanya mitjana a l'alta muntanya.

## Distribució geogràfica
Es troba a Europa i Nord-amèrica (des del cercle polar àrtic fins a Costa Rica).

## Comestibilitat
És considerada una de les millors espècies comestibles del seu gènere, tot i que el sabor que desprèn de gambes cuites persisteix després de cuita (això és més acusat en els exemplars més vells).